# Amanses scopas
Amanses scopas es una especie de peces de la familia Monacanthidae en el orden de los Tetraodontiformes.

## Morfología
Pueden llegar alcanzar los 20 cm de longitud total.

## Hábitat
Es un pez de mar de clima tropical y asociado a los  arrecifes de coral que vive entre 3-18 m de profundidad

## Distribución geográfica
Se encuentra desde el Mar Rojo hasta Maputo (Mozambique) y el sur de la Gran Barrera de Coral.

## Observaciones
Es inofensivo para los humanos.